# Laval-en-Brie
Laval-en-Brie és un municipi francès, situat al departament de Sena i Marne i a la regió de Illa de França. L'any 2007 tenia 456 habitants.
Forma part del cantó de Montereau-Fault-Yonne, del districte de Provins i de la Comunitat de comunes del Pays de Montereau.

## Demografia

### Població
El 2007 la població de fet de Laval-en-Brie era de 456 persones. Hi havia 166 famílies, de les quals 32 eren unipersonals (12 homes vivint sols i 20 dones vivint soles), 45 parelles sense fills, 85 parelles amb fills i 4 famílies monoparentals amb fills.
La població ha evolucionat segons el següent gràfic:
Habitants censats

### Habitatges
El 2007 hi havia 196 habitatges, 165 eren l'habitatge principal de la família, 14 eren segones residències i 17 estaven desocupats. Tots els 196 habitatges eren cases. Dels 165 habitatges principals, 154 estaven ocupats pels seus propietaris, 9 estaven llogats i ocupats pels llogaters i 2 estaven cedits a títol gratuït; 2 tenien una cambra, 8 en tenien dues, 24 en tenien tres, 46 en tenien quatre i 85 en tenien cinc o més. 125 habitatges disposaven pel capbaix d'una plaça de pàrquing. A 65 habitatges hi havia un automòbil i a 90 n'hi havia dos o més.

### Piràmide de població
La piràmide de població per edats i sexe el 2009 era:
| Homes | Edats   | Dones |
| ----- | ------- | ----- |
| 0     | 95 o +  | 0     |
| 0     | 90 a 94 | 0     |
| 0     | 85 a 89 | 4     |
| 4     | 80 a 84 | 4     |
| 8     | 75 a 79 | 16    |
| 8     | 70 a 74 | 8     |
| 4     | 65 a 69 | 4     |
| 8     | 60 a 64 | 8     |
| 16    | 55 a 59 | 4     |
| 4     | 50 a 54 | 20    |
| 12    | 45 a 49 | 0     |
| 24    | 40 a 44 | 16    |
| 16    | 35 a 39 | 20    |
| 20    | 30 a 34 | 16    |
| 4     | 25 a 29 | 12    |
| 4     | 20 a 24 | 8     |
| 12    | 15 a 19 | 20    |
| 8     | 10 a 14 | 16    |
| 16    | 5 a 9   | 8     |
| 12    | 0 a 4   | 16    |

## Economia
El 2007 la població en edat de treballar era de 304 persones, 223 eren actives i 81 eren inactives. De les 223 persones actives 203 estaven ocupades (106 homes i 97 dones) i 20 estaven aturades (9 homes i 11 dones). De les 81 persones inactives 29 estaven jubilades, 28 estaven estudiant i 24 estaven classificades com a «altres inactius».

### Ingressos
El 2009 a Laval-en-Brie hi havia 161 unitats fiscals que integraven 447,5 persones, la mediana anual d'ingressos fiscals per persona era de 20.282 €.

### Activitats econòmiques
Dels 16 establiments que hi havia el 2007, 9 eren d'empreses de construcció, 2 d'empreses de comerç i reparació d'automòbils, 1 d'una empresa immobiliària, 3 d'empreses de serveis i 1 d'una empresa classificada com a «altres activitats de serveis».
Dels 9 establiments de servei als particulars que hi havia el 2009, 2 eren paletes, 1 guixaire pintor, 1 fusteria, 3 lampisteries, 1 electricista i 1 empresa de construcció.
L'any 2000 a Laval-en-Brie hi havia 3 explotacions agrícoles que ocupaven un total de 258 hectàrees.

## Poblacions més properes
El següent diagrama mostra les poblacions més properes.